# Rama X
Maha Vajiralongkorn Bodindradebayavarangkun oftewel Rama X (Bangkok, 28 juli 1952), is de koning van Thailand. Hij is de zoon van koning Rama IX.

## Biografie

### Familie
Maha Vajiralongkorn heeft drie zusters: de oudere prinses Ubol Ratana en de jongere prinsessen Maha Chakri Sirindhorn en Chulabhorn Walailak.

### Kroonprins
Maha Vajiralongkorn is, anders dan zijn ouders, in Thailand impopulair. Redenen hiervoor zijn zijn militaire carrière en zijn vluchtige persoonlijke leven.
In juli 2011 werd zijn Boeing 737 in beslag genomen op de luchthaven van München. Het toestel werd niet toegelaten tot de start. Dit was te wijten aan een twintig jaar oude vordering van een Duits bedrijf dat de Don Mueang Tollway aan had gelegd. De vordering bedroeg 36 miljoen euro. De Thaise minister van Buitenlandse Zaken voldeed uiteindelijk het bedrag.
Op 30 april 2013 was hij met zijn jongere zus prinses Maha Chakri Sirindhorn in Amsterdam aanwezig bij de inhuldiging van koning Willem-Alexander.

## Koning van Thailand

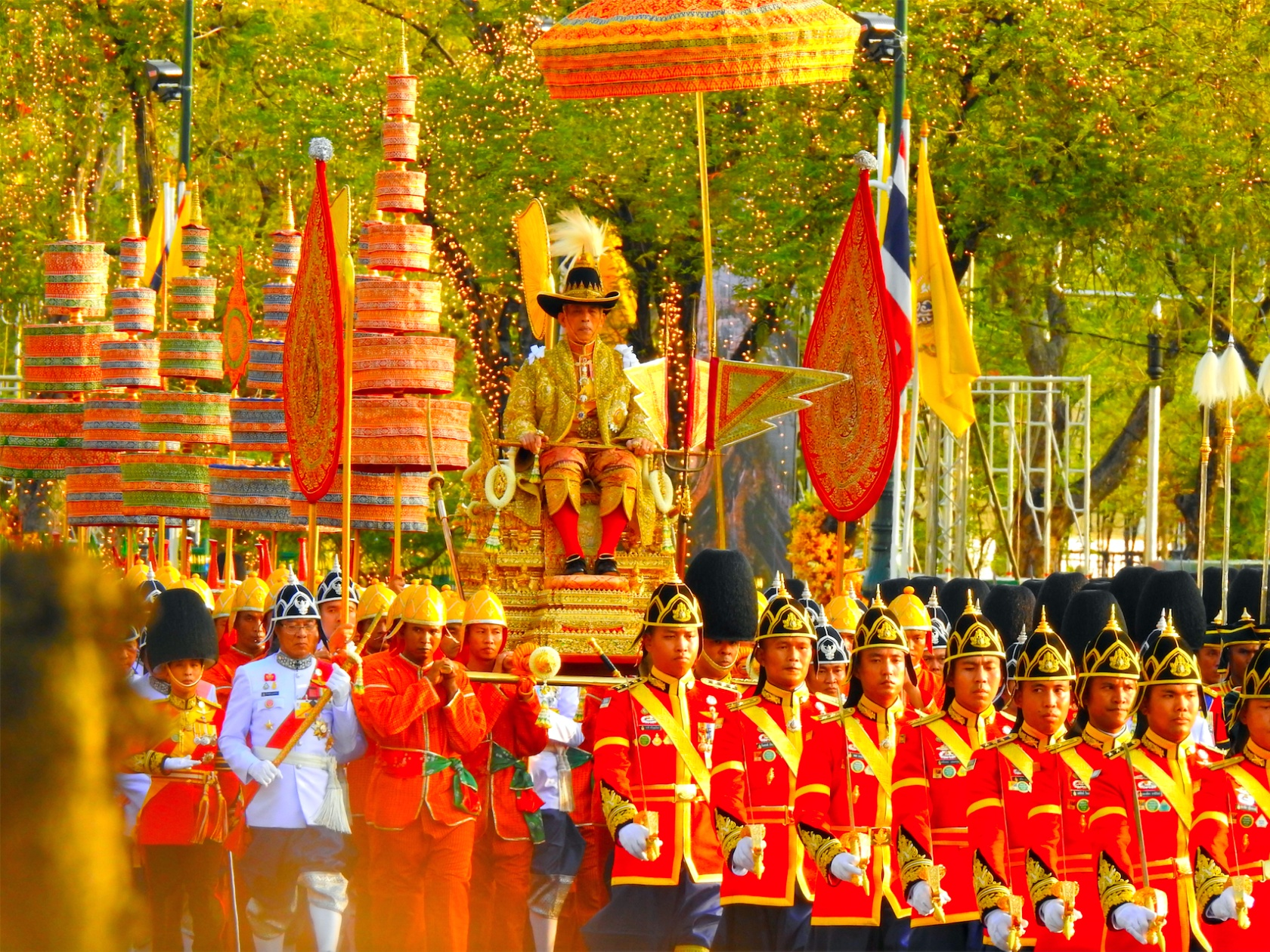
De kroning van koning Rama X (2019)

Na het overlijden van zijn vader op 13 oktober 2016 gaf hij aan zijn kroning tot koning minimaal een jaar te willen uitstellen, zodat hij zich daarop kon voorbereiden. Totdat hij zich gereed voelde om gekroond te worden, zou generaal Prem Tinsulanonda als regent fungeren. Op 1 december 2016 nam hij de uitnodiging van het parlement om koning te worden aan. Met de formele kroning zou worden gewacht tot een jaar na de dood van zijn vader.
Hij draagt de koninklijke titel Somdet Phra Chao Fah Maha Vajiralongkorn Boroma Orasathirat en is generaal in het Thaise leger, admiraal van de marine en Air Chief Marshal bij de luchtmacht, waarbinnen hij een eigen squadron heeft op Don Muang RTAFB in Bangkok.
In februari 2019 stelde zijn oudste zus Ubol Ratana zich kandidaat voor het premierschap van Thailand bij de verkiezingen van 24 maart. Nooit eerder hebben in Thailand leden van de koninklijke familie zich ingelaten met verkiezingen. Vajiralongkorn noemde de actie van zijn zus 'ongepast en onwettig'. De kandidaatstelling werd ingetrokken.
Op 4 mei 2019 werd Vajiralongkorn gekroond tot koning.
In de korte tijd dat hij koning is, is er een sfeer ontstaan waarin mensen niets durven zeggen over de koning, bang dat dat uitgelegd kan worden als kritiek. Zes critici van de vorst die gevlucht waren naar Laos zijn "verdwenen": Surachai Danwattananusorn en twee medewerkers (de lichamen van deze twee werden in de rivier de Mekong gevonden) in december 2018 en drie andere anti-monarchisten, onder wie Chucheep Chiwasut, in mei 2019. Chiwasut uitte zijn kritiek via internet-radio. Zij vluchtten naar Vietnam, maar werden door dat land teruggestuurd naar Thailand. Naast deze zes zijn nog twee andere critici "verdwenen".
Kritiek uiten op de koning is in Thailand verboden. Daar staat een straf op van maximaal 15 jaar gevangenis.

## Huwelijken en kinderen
Hij was vanaf 3 januari 1977 getrouwd met prinses Soamsavali Kitiyakara. Samen hebben zij een dochter, prinses Bajrakitiyabha (Phra Chao Lan The Phra On Chao Bajrakitiyabha). Sinds eind jaren 70 was hij samen met Yuvadhida Polpraserth. Zijn eerste vrouw weigerde jarenlang een echtscheiding. Pas in juli 1993 werd het huwelijk ontbonden. Met Yuvadhida trouwde hij in februari 1994. Zij verliet hem in 1996. Samen hebben zij vier zonen: prins Chudhavajra (Momchao Chudhavajra Mahidol, geboren 1979), prins Vajaresra (Momchao Vajaresra Mahidol, 1981), prins Chakrivajra (Momchao Chakrivajra Mahidol, 1983) en prins Vajaravira (Momchao Vajaravira Mahidol, 1985), en een dochter, prinses Sirivannavari Nariratana (Phra Chao Lan De Phra Ong Chao Sirivannavari Nariratana, 1987).
Doordat zijn eerste huwelijk geen mannelijke afstammeling voortbracht (zijn latere zonen zijn niet relevant voor de wet), heeft de regering van Thailand een wetswijziging doorgevoerd. Sindsdien mogen ook vrouwen de troon bestijgen.
Vajiralongkorn trouwde op 10 februari 2001 met zijn derde vrouw Srirasmi Mahidol na Ayuthaya, die al sinds 1993 voor hem werkte. Op 15 juni 2005 werd zij prinses Srirasmi. Op 29 april 2005 kregen zij een kind: prins Dipangkorn Rasmijoti. Zijn koninklijke titel is Phra Chao Lan De Phra Ong Chao Thipangkon Ratsamichot.
In november 2014 vroeg Vajiralongkorn het Thaise ministerie van Binnenlandse Zaken om de familie van zijn vrouw de koninklijke naam Akharaphongpreecha af te nemen, die hij de familie eerder gegeven had. Zijn verzoek volgde op de arrestatie van zeven familieleden van zijn vrouw op verdenking van corruptie. Hij leefde toen al apart van zijn echtgenote, officiële bijeenkomsten werden wel nog samen bezocht. Het verzoek werd ingewilligd. Een maand later scheidde hij van haar.
Zijn vierde huwelijk sloot Vajiralongkorn drie dagen voor zijn kroning, toen hij op 1 mei 2019 trouwde met voormalig stewardess Suthida Tidjai.
In april 2020 zocht hij tijdens de coronapandemie een heenkomen in Europa, waar hij met 20 concubines verblijft in Grand Hotel Sonnenbichl te Garmisch-Partenkirchen.
Volgens een van zijn critici vult hij zijn dagen met "fietsen, geslachtsgemeenschap en eten".
Emmanuel (Andorra) · Joan Enric (Andorra) · Hamad (Bahrein) · Filip (België) · Jigme Khesar Namgyel Wangchuck  (Bhutan) · Hassanal Bolkiah (Brunei) · Norodom Sihamoni (Cambodja) · Charles III (Commonwealth realms) · Frederik X (Denemarken) · Naruhito (Japan) · Abdoellah II (Jordanië) · Mishal (Koeweit) · Letsie III (Lesotho) · Hans Adam II (Liechtenstein) · Henri (Luxemburg) · Mohammed VI (Marokko) · Albert II (Monaco) · Willem-Alexander (Nederland) · Harald V (Noorwegen) · Haitham (Oman) · Tamim (Qatar) · Salman (Saoedi-Arabië) · Felipe VI (Spanje) · Mswati III (Swaziland) · Rama X (Thailand) · Tupou VI (Tonga) · Mohammed (Verenigde Arabische Emiraten) · Franciscus (Vaticaan) · Carl Gustaf XVI (Zweden)